# Hobameteoriten

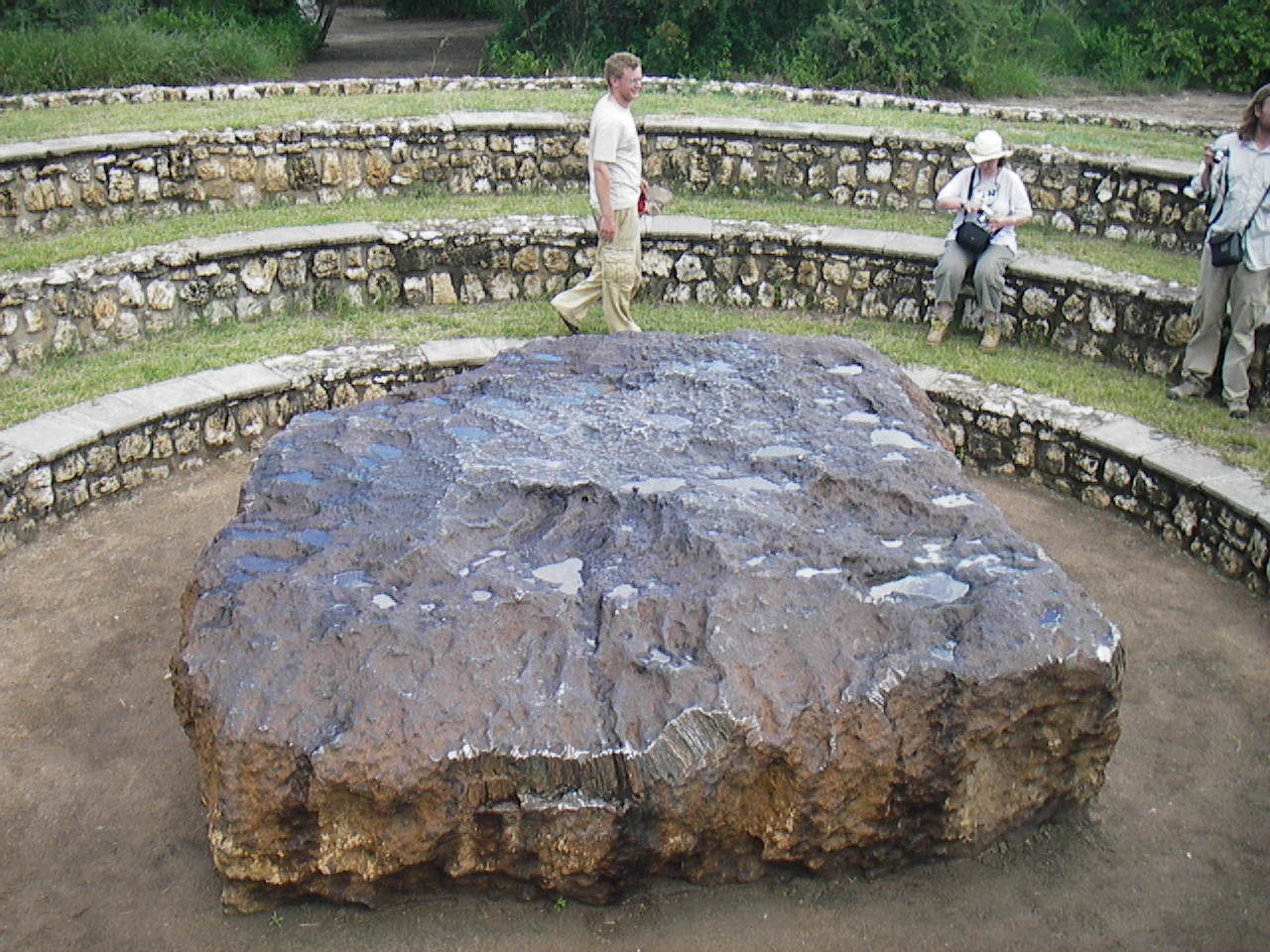
Hobameteoriten 2006.

Hobameteoriten (även känd som Hoba West eller bara Hoba) är en järnmeteorit som finns på farmen "Hoba West", nära Grootfontein i regionen Otjozondjupa i Namibia. Den har grävts fram, men på grund av sin tyngd har den aldrig flyttats. Den uppskattas väga över 60 ton, vilket gör den till den största kända meteoriten (i ett stycke) och det massivaste naturligt förekommande stycket av järn på jordens yta.

## Fallet
Hobameteoriten tros ha fallit för mindre än 80 000 år sedan. En märkvärdighet är att den inte lämnade någon nedslagskrater och man har antagit att jordens atmosfär bromsade den så mycket att den landade med gränshastigheten, uppskattningsvis 320 km/tim (jämfört med typiska banhastigheter på åtskilliga km/s), varigenom den bevarades intakt och inte grävde ner sig så djupt. Meteoriten är också ovanlig på så sätt att den är flat på båda sidor, vilket möjligen fått den att studsa mot atmosfären likt en flat sten studsar på vatten när man "kastar smörgås". Det har också antagits att den kommit in i en väldigt flack vinkel, studsat fram över land och därför inte efterlämnat någon krater.

## Upptäckt

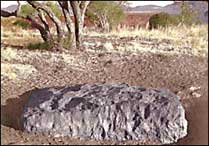
Hobameteoriten före "turistanpassningen".

Eftersom meteoriten inte efterlämnde någon krater var dess upptäckt ren tur. Markägaren, Jacobus Hermanus Brits, stötte på föremålet när han plöjde en av sina åkrar med en oxe. Han hörde en ljudlig metallisk smäll och plogen stannade. Hindret grävdes fram, blev identifierat som en meteorit och beskrevs 1920 av Brits, vars rapport kan ses på museet i Grotfontein.

## Beskrivning och sammansättning

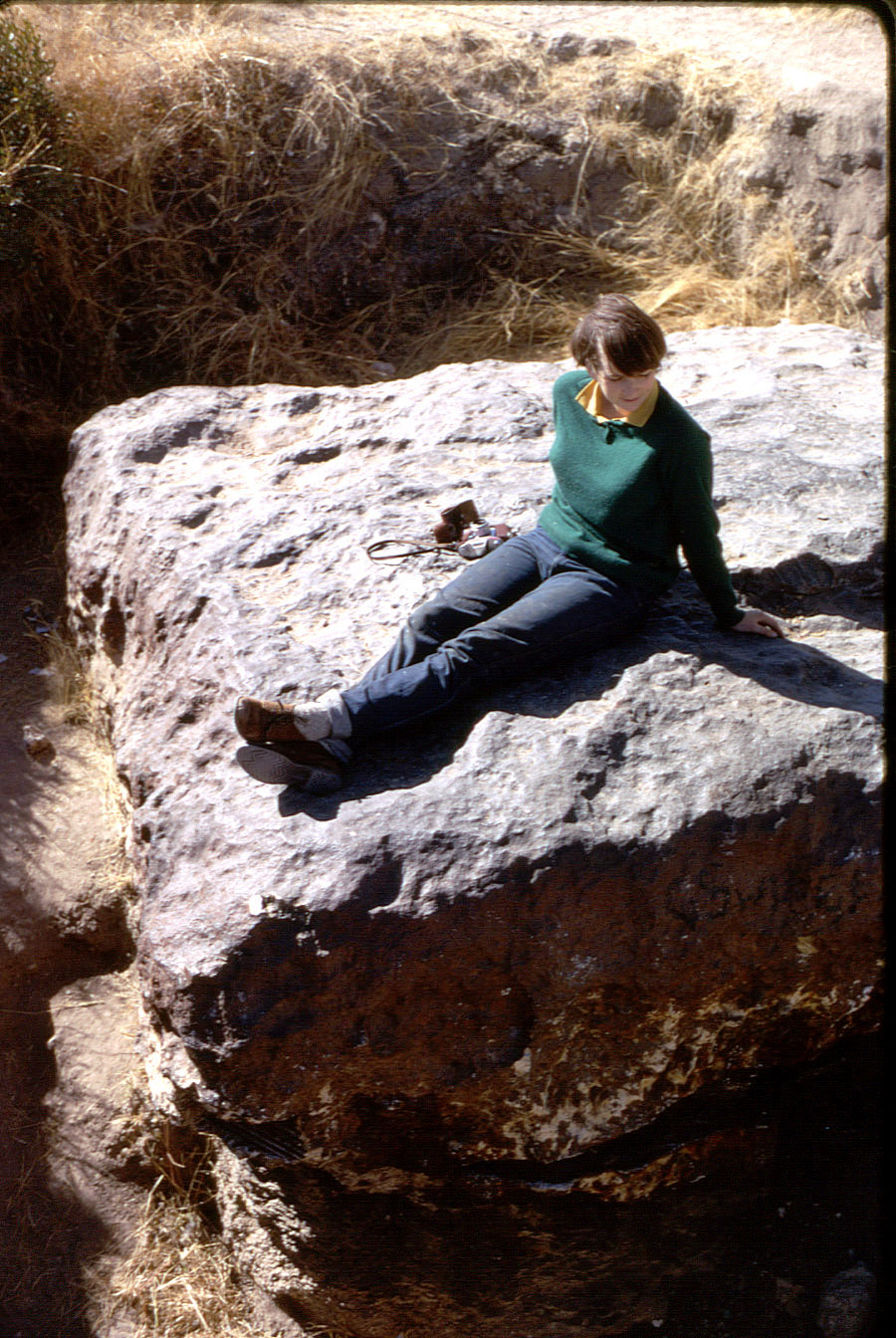
Hobameteoriten 1967.

Hoba är en rätblocksformad metallkropp med måtten 2,7 × 2,7 × 0,9 m. 1920 uppskattedes dess vikt till 66 ton. Erosion, vetenskaplig provtagning och vandalism har minskat dess massa genom åren. Den kvarvarande massan är för närvarande uppskattad till strax över 60 ton. Meteoriten består av ungefär 84% järn och 16% nickel, med spår av kobolt. Den klassificeras som en ataxitisk järnmeteorit tillhörande den nickelrika kemiska klassen IV B. En rostskorpa finns ställvis på ytan som följd av vittring.

## Modern historia
I ett försök att kontrollera vandalism och med tillstånd från farmens dåvarande ägare, Mrs O. Scheel, förklarade Namibias (då Sydvästafrikas) regering Hobameteoriten för nationalmonument den 15 mars 1955.
1985 ställde Rössing Uranium Ltd. resurser och medel till förfogande för ett utökat skydd mot vandalism. 1987 donerade J. Engelbrecht, farmens ägare, meteoriten och platsen där den låg till staten för utbildningsändamål. Senare samma år öppnade regeringen ett turistcentrum på platsen. Som följd av dessa åtgärder har vandaliseringen minskat och meteoriten besöks nu av tusentals turister varje år.